# 1902 Shaposhnikov
1902 Shaposhnikov è un asteroide della fascia principale del diametro medio di circa 96,86 km. Scoperto nel 1972, presenta un'orbita caratterizzata da un semiasse maggiore pari a 3,9720159 UA e da un'eccentricità di 0,2237884, inclinata di 12,49302° rispetto all'eclittica.